# Tobias Scharfenberger
Tobias Scharfenberger (* 1. September 1964 in München) ist ein deutscher Opernsänger (Bariton).

## Leben
Aufgewachsen ist Tobias Scharfenberger in Hamburg, Köln und Trier. Seine Gesangsausbildung erhielt er bei Vera Ilieva sowie an den Musikhochschulen Hannover und Karlsruhe bei Gerhard Faulstich und Roland Hermann.
In der Saison 2011/12 war Tobias Scharfenberger an den Vereinigten Städtischen Bühnen Krefeld und Mönchengladbach zu sehen. Darüber hinaus ist er auch als spontaner Einspringer bei Premieren anderer Häuser ein „Glücksfall“ und gern gesehener Gast.
Nach einem kurzen Intermezzo als stellvertretender Intendant des Theaters Trier ist Tobias Scharfenberger seit 2016 designierter Intendant des Mosel Musikfestivals, seit 2017 dessen Geschäftsführer.
Tobias Scharfenberger ist verheiratet mit der amerikanischen Sopranistin Christina Clark.

## Auszeichnungen
- Stipendiat des Steans Institute for Young Artists beim Ravinia Festival, Chicago
- Preisträger des Mozartfest-Wettbewerbs der Stadt Würzburg
- Preisträger der Richard-Strauss-Gesellschaft, München
- Preisträger des Bundeswettbewerbs Gesang des Verbands Deutscher Musikerzieher und konzertierender Künstler, VDMK (heute Deutscher Tonkünstlerverband, DTKV)[7]

## Repertoire

### Oper (Auswahl)
- Georges Bizet - Carmen - Moralés (französisch, Dialogfassung), Dancaïro (französisch, Dialogfassung)
- Joseph Haydn - Le pescatrici (Die Fischerinnen) - Lindoro (deutsch)
- Franz Lehár - Die lustige Witwe - Graf Danilo (deutsch, konzertant), St. Brioche (deutsch)
- Claudio Monteverdi - L’Orfeo - Orfeo (italienisch)
- Wolfgang Amadeus Mozart - Così fan tutte - Guglielmo (italienisch)
- Wolfgang Amadeus Mozart - Don Giovanni - Giovanni (italienisch), Masetto (italienisch, konzertant)
- Wolfgang Amadeus Mozart - Le nozze di Figaro - Conte Almaviva (italienisch)
- Wolfgang Amadeus Mozart - Die Zauberflöte - Papageno (deutsch)
- Jacques Offenbach - Les Brigands - Herzog von Mantua (französisch / deutsch)
- Giacomo Puccini - La Bohème - Schaunard (italienisch)
- Giacomo Puccini - Madama Butterfly - Prinz Yamadori (italienisch)
- Giacomo Puccini - Tosca - Sciarrone (italienisch)
- Henry Purcell - Dido and Aeneas - Aeneas (englisch)
- Robert Schumann - Genoveva - Graf Siegfried (deutsch)
- Johann Strauß - Die Fledermaus - Dr. Falke (deutsch)[8], Frank (deutsch)
- Johann Strauß - Eine Nacht in Venedig - Pappacoda (deutsch)
- Richard Strauss - Salome - Zweiter Nazzarener (deutsch)
- Giuseppe Verdi - Rigoletto - Marullo (deutsch)
- Antonio Vivaldi - Motezuma - Motezuma (italienisch)
- Richard Wagner - Die Meistersinger von Nürnberg - Konrad Nachtigall (deutsch, konzertant), Fritz Kothner (deutsch)
- Richard Wagner - Tristan und Isolde - Steuermann (deutsch)
- Carl Maria von Weber - Der Freischütz - Kilian (deutsch), Ottokar (deutsch)

### Konzert (Auswahl)
- Carl Philipp Emanuel Bach - Matthäus-Passion
- Johann Sebastian Bach - Johannes-Passion, Matthäus-Passion[9], Weihnachtsoratorium - Kantaten 1–6
- Johannes Brahms - Ein deutsches Requiem
- Marc-Antoine Charpentier - Te deum
- Antonín Dvořák - Messe D-dur
- Gabriel Fauré - Requiem
- Carl Heinrich Graun - Weihnachtsoratorium
- Joseph Haydn - Die Schöpfung - Raphael
- Reinhard Keiser - Markus-Passion - Jesusworte
- Felix Mendelssohn Bartholdy - Choralkantate „Vom Himmel hoch“
- Frederic Mompou - Los Improperios
- Wolfgang Amadeus Mozart - Große Messe c-moll KV 427, Krönungsmesse - KV 317, Requiem KV 626
- Carl Orff - Carmina Burana
- Gioachino Rossini - Petite Messe Solennelle
- Antonio Salieri - Messe Nr. 1 D-dur
- Franz Schubert - Messe G-dur, Messe Es-dur, Messe As-dur

### Lied (Auswahl)
- Ludwig van Beethoven - An die ferne Geliebte
- Johannes Brahms - Die schöne Magelone
- Gustav Mahler - Lieder eines fahrenden Gesellen
- Frank Martin - Sechs Monologe aus "Jedermann"
- Franz Schubert - Die schöne Müllerin, Schwanengesang, Winterreise
- Robert Schumann - Liederkreis op. 24 (Heine), Myrten op. 25
- Hugo Wolf - Italienisches Liederbuch, Spanisches Liederbuch